# Paruline à tête cendrée
Setophaga magnolia
Espèce
Statut de conservation UICN

 LC  : Préoccupation mineure
La Paruline à tête cendrée (Setophaga magnolia, anciennement Dendroica magnolia) est une espèce de passereaux appartenant à la famille des Parulidae.

## Répartition

zone de nidification
zone d'hivernage